# Epidendrum quispei
Epidendrum quispei là một loài thực vật có hoa trong họ Lan. Loài này được Hágsater & Collantes mô tả khoa học đầu tiên năm 2006.